# جان تالکین
جان تالکین (انگلیسی: John Tolkin؛ زادهٔ ۳۱ ژوئیهٔ ۲۰۰۲) بازیکن فوتبال اهل ایالات متحده آمریکا است.
از باشگاه‌هایی که در آن بازی کرده است می‌توان به باشگاه فوتبال نیویورک رد بولز اشاره کرد.
وی همچنین در تیم‌های ملی فوتبال زیر ۱۷ سال، زیر ۲۳ سال و بزرگسالان ایالات متحده آمریکا بازی کرده است.